# 미스 글로벌 코리아
미스 글로벌 코리아(Miss global Korea)는 글로벌 시대에 걸맞는 대한민국의 뷰티, 패션산업을 비롯한 한류문화를 전세계에 널리 알릴 글로벌 인재를 뽑는 대한민국 대표 미인대회이다.
미스 글로벌 코리아는 단순히 외적인 아름다움만을 선발하는 미인대회가 아닌, 대한민국의 글로벌 홍보대사로서 갖추어야 할 미모와 지성, 그리고 글로벌 활동을 할 수 있는 조건을 심사하는 미인대회이다.
미스 글로벌 코리아 수상자들 중 3명은 세계 메이저 월드대회인 '미스 올 내이션스', '미스 투어리즘 월드와이드', '미스 프리덤 오브 더 월드"에 대한민국 대표로 출전하며 국제대회인 미스 글로벌과는 무관한 미인대회이다. 국제 대회인 미스 글로벌 한국대표는 미스 글로라이즈 코리아 Miss Glorize Korea에서 선발하고 있다.

## 2020년 참가 자격

### 국적
대한민국 국적을 가진 미혼여성
(결혼 및 출산의 경험이 없고, 해외여행에 결격사유가 없는 여성)

### 참가 조건
1992년 1월 1일 ~ 2002년 12월 31일 사이에 출생한 고교졸업 이상의 학력을 가진 여성 (고교 재학생 참가불가)

### 신 장
키의 제한이 없습니다.

### 타 대회
타 대회 출전자 및 수상자도 출전 가능합니다

## 2020년 대회 일정

### 1차 서류마감
2020년 10월 5일 (월)  24:00시 (서류심사 통과자 개별통보)

### 2차 예선면접
2020년 10월 13일 (화)  14:00시 (장소 개별통보)

### 본선 합숙
2020년 10월 19일 (월) ~ 10월 22일 (목) (장소 추후통보)

### 3차 본선
2020년 10월 22일(목)  17:00시 (서울 그랜드 워커힐 호텔)

## 참가 준비물

### 1차 서류심사
- 얼굴, 상반신, 전신 사진 각 1매씩 온라인 접수 (최근 3개월 이내, 정면)
- 미스 글로벌 코리아 공식 홈페이지내 온라인 신청 (www.missglobalkorea.kr)

### 2차 예선면접
신분증, 원피스 또는 정장

### 3차 최종본선
- 1부 심사 : 레깅스 + 탱크탑
- 2부 심사 : 원피스
- 3부 심사 : 드레스

## 본선 심사기준
국민투표(30%) + 조직위원회 사전 심사(20%) + 당일 심사위원 심사(50%)

## 수상 부문
퀸(1) + 진(1) + 선(2) + 미(3) + 특별상(6)

## 수상 특전
- 미스 글로벌 코리아 인증서 수여
- 미스 올 내이션스 한국대표 출전
- 미스 투어리즘 월드와이드 한국대표 출전
- 미스 프리덤 오브 더 월드 한국대표 출전